# Билык, Ирина Николаевна
Ирина Николаевна Би́лык (укр. Іри́на Микола́ївна Бі́лик; род. 6 апреля 1970, Киев) — украинская певица, композитор, поэт-песенник и телеведущая, народная артистка Украины (2008). Билык называют «украинской Мадонной» благодаря обилию хитов в 1990-х, частым кардинальным изменениям имиджа и влиянию на украинский шоу-бизнес.

## Биография

### Юность
Отец, Николай Семёнович Билык (13.10.1947 — 13.10.2019), был инженером на авиазаводе. Мать, Анна Яковлевна Билык (10.05.1948 — 22.05.2020), работала инженером на авиазаводе, а в последующем — шеф-поваром на телеканале «Интер». Брат Сергей Николаевич Билык (род. 1979) окончил факультет социологии и права. В пятилетнем возрасте начала заниматься танцами. В шесть стала солисткой детского ансамбля «Солнышко». По словам Ирины, до 19-летнего возраста в её паспорте фамилия по-русски была записана как Белик.

### 1990-е
В 1989 году приняла участие в фестивале «Червона рута». Год спустя с музыкантами группы «Аякс» Юрием Никитиным, Георгием Учайкиным и Жаном Болотовым принимает участие в создании группы «Цей дощ надовго». В 1991 группа начинает сотрудничество с творческим агентством «Ростислав-Шоу».
В 1992 принимала участие в фестивале «Славянский базар» и стала лауреатом международного фестиваля «Песенный Вернисаж. Новая украинская волна». Состоялись съёмки профессионального видео на песню «Лише твоя». В 1993 году окончила Государственное музыкальное училище им. Глиера (эстрадно-вокальное отделение). С группой «Цей дощ надовго» приняла участие в фестивале «Мария» (Трускавец) и первом международном фестивале «Славянский базар» (Витебск).
В 1994 состоялся дебют в качестве ведущей новогоднего телешоу «Ночь Новогодняя» на государственном канале УТ-1. В 1995 году Билык отправляется в концертный тур «Нова», в рамках которого состоялось первое большое сольное шоу в Национальном дворце «Украина». Некоторые эксперты даже называют тот тур первым в истории украинской популярной музыки. В 1996 участвовала в фестивале «Таврийские Игры» и получила награду «Золотая Жар-Птица» в номинациях Певица года и Песня года (хит «Так просто»). Ирине присвоено звание Заслуженной артистки Украины.
В 1997 певица завоевала гран-при фестиваля «Парад хит-парадов». Композицию «Так просто» признана лучшей песней ушедшего года. Получает «Золотую Жар-птицу» в номинациях Певица года и Альбом года («Так просто»).
В 1998 году Билык снова удостоена награды «Золотая Жар-птица» в номинациях Певица года и Альбом года («Фарби»). В том же году отправляется во всеукраинский тур «Краски неба» с российской певицей Линдой. Год спустя на церемонии вручения наград «NOVA records awards» побеждает в трёх номинациях — Лучшая певица, Лучший альбом («Фарби»), Лучший видеоклип («А я пливу»). Тогда же становится «лицом» торговых марок и компаний: «Dirol лесная ягода», «Peugeot 206», «Idea Studio» (Италия).
В 2000 году выходит поп-роковый альбом «ОМА», из него в качестве синглов были выпущены песни «Вибачай», «Вітер», «Без Назви». В первой декаде 2002 года состоялся релиз клипа на песню на польском языке «Droga», в котором в главной роли принял участие польский актёр Цезарий Пазура. В августе 2002 участвовала в фестивале «Yach Film» (Польша), награждена «Почесний Ях» в номинации «Открытие года». Выходит польскоязычный альбом Biłyk.

### 2000-е

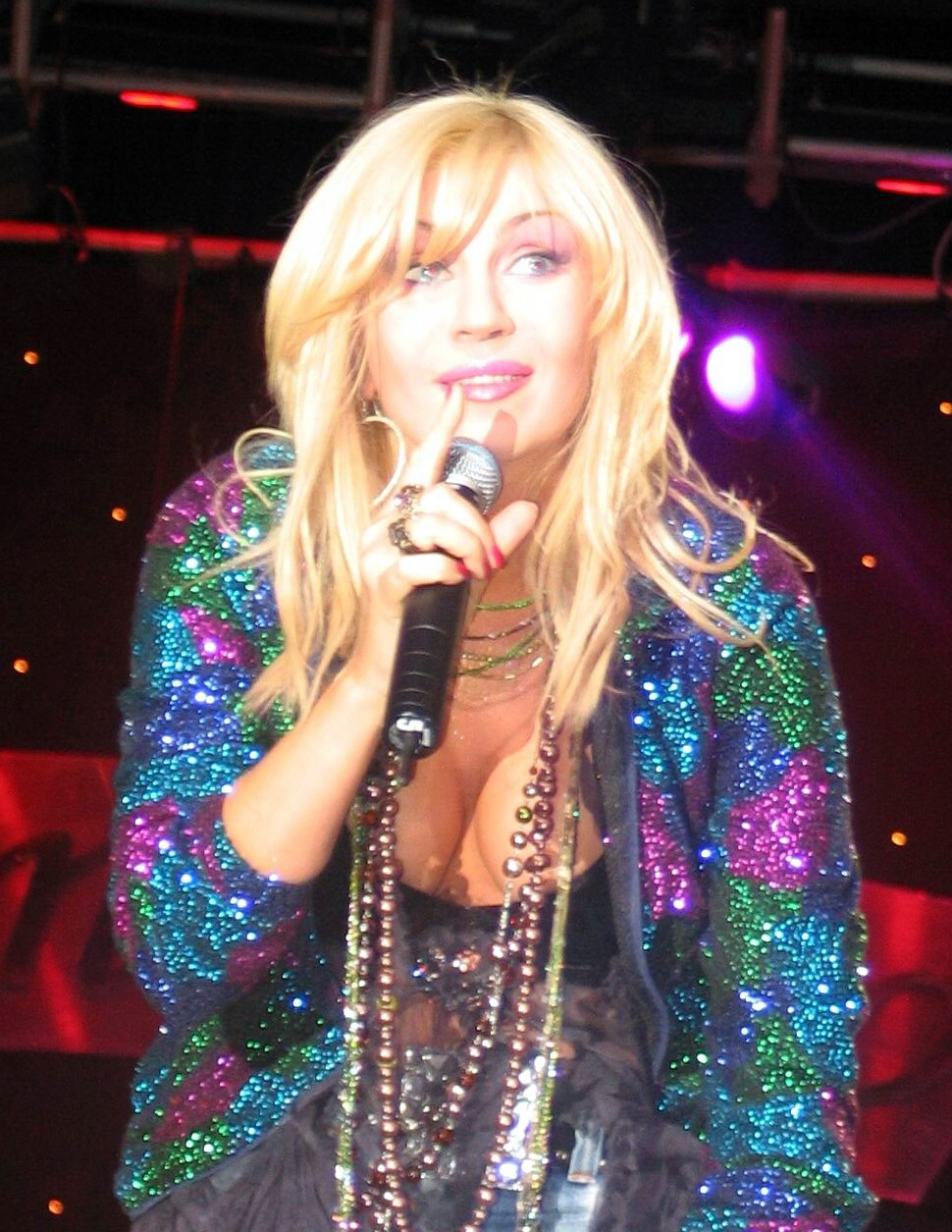
Ирина Билык в 2005 году

В июне 2004 года вышел первый альбом на русском языке «Любовь. Яд». За первые 10 дней продаж альбом стал платиновым — реализация превысила более 100 тысяч копий. Весной 2005 года Билык отправилась во всеукраинский тур с новым альбомом. В мае 2005 года Ирина Билык выступила на молодёжном фестивале «Таврийские игры». 24 августа 2008 года в День Независимости Украины Президент Украины присвоил Ирине Билык звание народной артистки Украины.
В 2006 — победа на «Showbiz AWARD» в номинации лучшая певица. В 2007 участвовала в проекте «Танцы со звёздами — 2» на телеканале «1+1»; в 2009 — в проекте «Народная звезда» на телеканале «Украина»; в 2010 — в проекте «Зірка+Зірка» на телеканале «1+1».

### 2010-е
В 2010 году Ирина Билык спела в дуэте с Ольгой Горбачевой песню «Я люблю его», также был снят музыкальный клип с участием всемирно известной кинозвезды Жан Клод Ван Дама (премьера дуэта состоялась на церемонии Viva-2010. Самые красивые люди Украины). В 2011 — член жюри проекта «Фабрика зірок-4» на телеканале «Новый канал». В том же году — победа на премии YUNA в номинации «Лучшая певица двадцатилетия». В январе 2013 года получила премию от «Дорожного радио» в России — признана «народной» артисткой России. В марте 2013 вместе с группой «TIK» Ирина Билык отправилась во всеукраинский тур «Лучшие украинские хиты». За месяц было дано 24 концерта, за что после окончания тура артисты попали в Книгу рекордов Украины с формулировкой — за наибольшее количество концертов.
В 2014 году выпустила новый альбом «Рассвет», выступила на фестивале «Новая Волна» с песней «Рассвет» и отправилась в тур «Краще» (Лучшее) в поддержку своего нового альбома. В мае 2015 года Ирина дала большой сольный концерт «О Любви» во дворце «Украина», на котором была представлена дуэтная версия песни «Одинокая» с альбома «Фарби» 1998 года, исполненная с Натальей Могилевской.
Весной 2015 года был выпущен клип на песню «Кричи» с альбома «Рассвет». Также Ирина приняла участие в концерте памяти Кузьмы Скрябина, исполнив их совместный хит «Мовчати» со Святославом Вакарчуком. Летом Билык дала ещё один большой концерт в Киеве, озаглавленный «Билык. Лето. Танцуем!», на котором можно было услышать хиты артистки в совершенно новом звучании, а также оригинальные номера — к примеру, во время исполнения песни «Я пливу» Ирина неожиданно поднялась в воздух. 25 сентября были выпущены песня и снятый на неё клип «Туфли», созданные ещё в 2006 году для не вышедшего альбома «Без грима».
Весной 2017 года выпустила новый альбом «Без грима». В феврале 2018 года отправилась в масштабное турне «Без грима. Лучшее. О любви». За два месяца певица дала 37 концертов в 35 городах Украины, завершив тур тремя аншлагами в столичном дворце «Украина».
В 2020 году певица отпраздновала два юбилея: своё пятидесятилетие и тридцатилетие свой творческой деятельности. По этому случаю был выпущен сборник лучших песен «50», выпущены документальные биографические фильмы «Без грима» и «Ирина Билык. 5:0», а также объявлен всеукраинский тур который включал в себя 25 городов. Юбилейное шоу в Киеве несколько раз переносилось в связи с всемирной пандемией COVID-19 и в итоге состоялось 22 мая 2021 года. На концерте присутствовал Президент Украины Владимир Зеленский, а также многие коллеги Ирины по сцене.
В 2021 году принимала участие в музыкальном проекте «Маска» на телеканале «Украина». 9 марта презентовала новое видео на песню «Не стримуй погляд». 6 апреля альбом певицы «Нова» впервые вышел на виниле. В августе 2021 года Билык стала судьей шоу «Маскарад».

## Общественная позиция

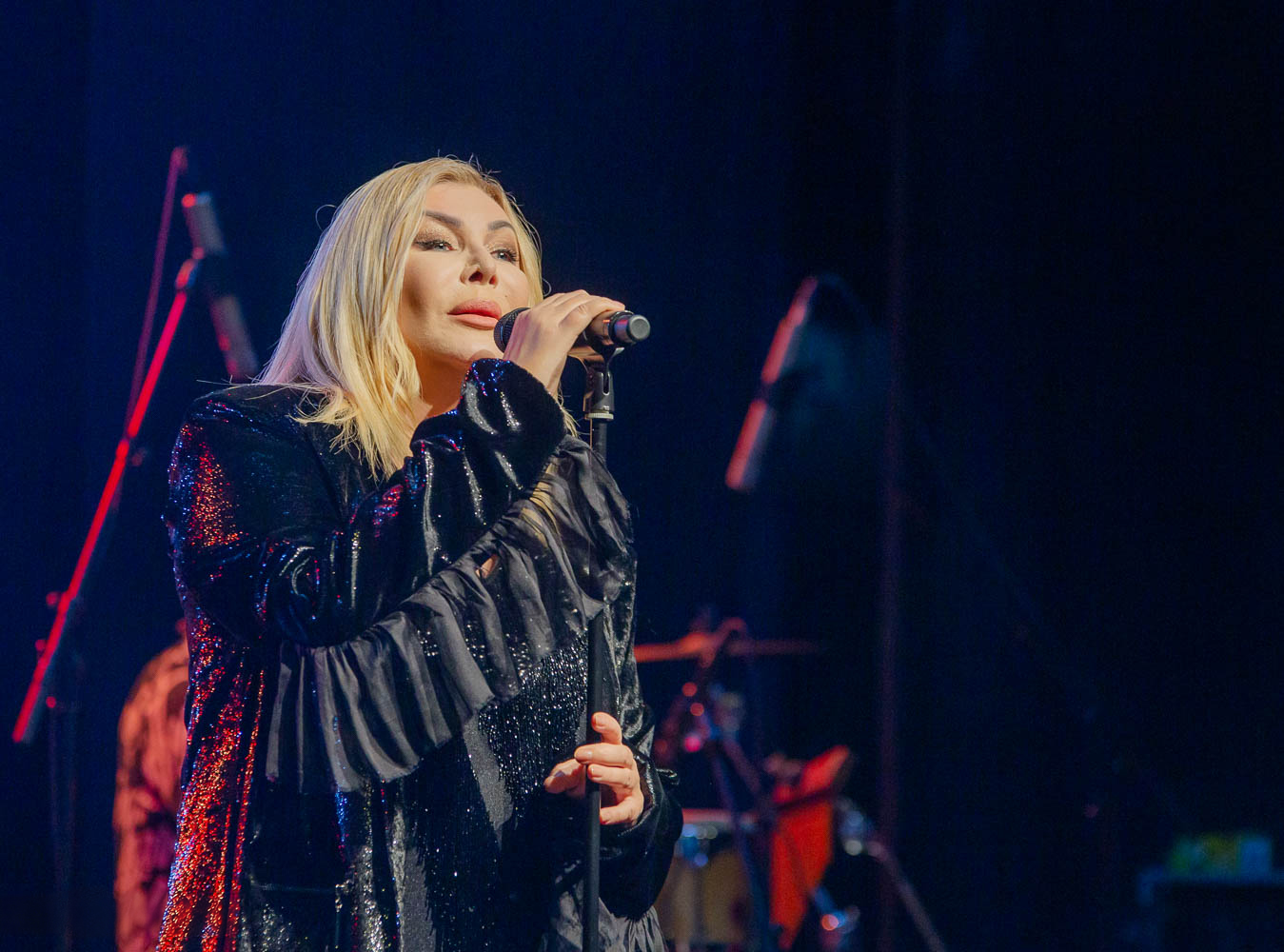
Ирина Билык во время выступления в Израиле, 2022 год

В 2004 году участвовала во всеукраинском туре «Молодежь — против! Молодежь — за!» в поддержку Виктора Януковича. В 2009 году участвовала во всеукраинском туре «С Украиной в сердце» в поддержку Юлии Тимошенко. В августе 2015 года Билык прилетела авиарейсом из Москвы в Симферополь, чтобы побывать в Крыму на свадьбе подруги, после чего была внесена в базу ресурса «Миротворец».
В марте 2018 года активисты заблокировали вход во Львовскую оперу перед началом концерта Билык из-за неопределенной политической позиции певицы, которая бывала в Крыму, отказывалась публично признавать Россию страной-агрессором, а в 2017 году посетила юбилейный концерт Филиппа Киркорова. За неделю перед концертом во Львове продюсер Билык на пресс-конференции показал видеообращение бойцов АТО, уверяющих, что Ирина Билык постоянно помогает военным, а также подчеркнул, что с 2014 года певица не выступает в России, а посещение мужа и сына, живущих в Москве, является её частным правом.
В феврале 2022 выступила с осуждением вторжения России на Украину. Призвала российских солдат уходить с украинской земли, а их матерей не пускать своих сыновей на верную смерть. Также во время вторжения России на Украину Ирина начала гастролировать с благотворительными концертами в Европейских странах, США и Израиле.

## Личная жизнь

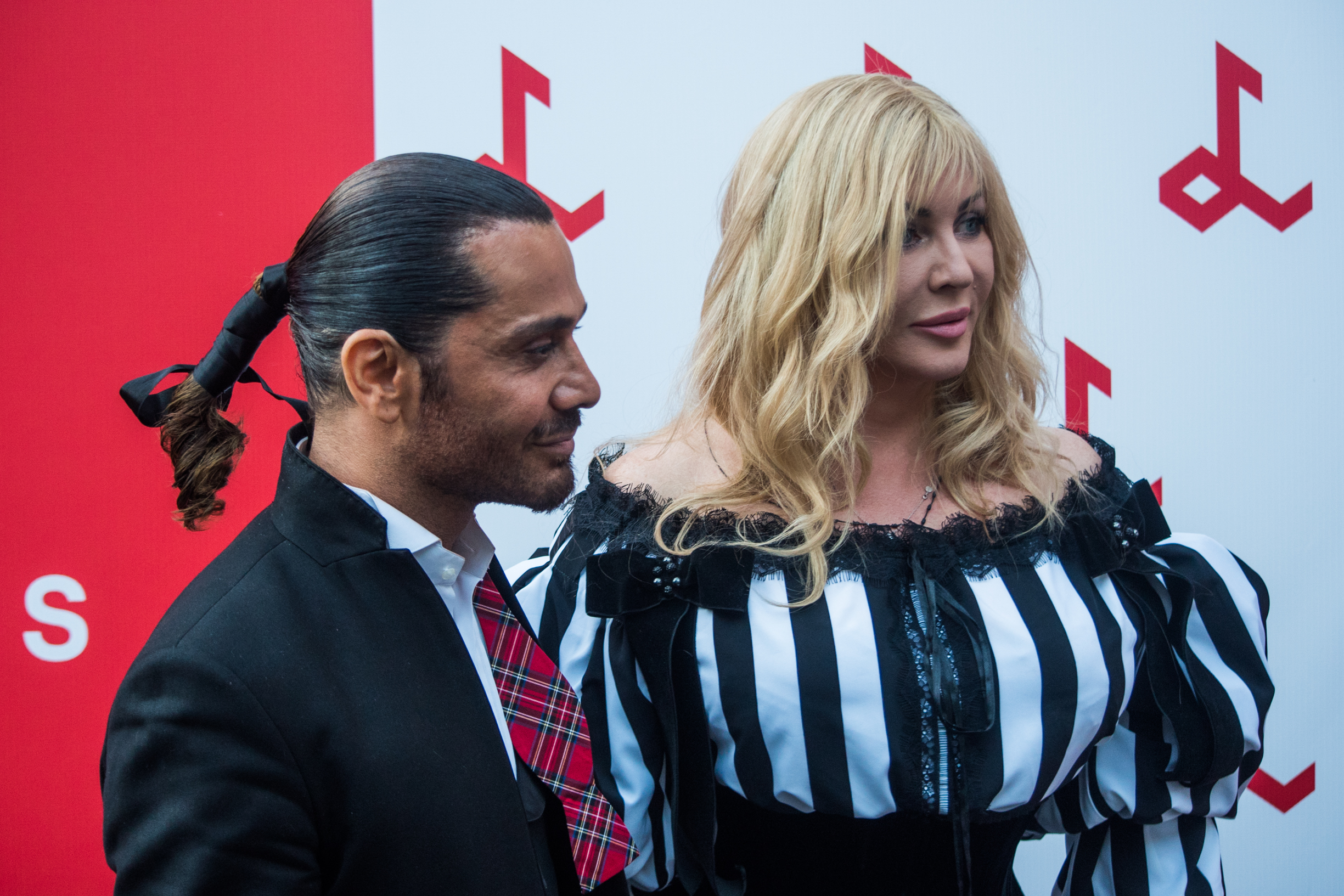
Аслан Ахмадов и Ирина Билык

Среди неофициальных и официальных супругов Ирины Билык были:
- Первый фактический муж (1990—1998[24]) Юрий Владимирович Никитин[25] — бывший музыкант группы «Цей дощ надовго», ныне — известный продюсер, познакомились на фестивале «Весенние надежды-90» в Виннице, тогда он играл в составе группы «Аякс», вскоре стал продюсером Ирины Билык[26].
- Второй фактический муж (1998—2002[24][26]) модель Андрей Оверчук, от брака с ним появился:
  - первый сын Глеб Андреевич Оверчук (род. 18 июня 1999)[27].
- Третий фактический муж (2003—2006[24]) хореограф и телеведущий Дмитрий Валерьевич Коляденко.
- Четвёртый фактический муж (с октября 2007 по 2010) — Дмитрий Петрович Дикусар (род. 24 октября 1985), заключили брак в Рио-де-Жанейро[28].
- Официальный муж Аслан Ахмадов[29].
  - второй сын Табриз Аслан оглы Ахмадов (род. 8 декабря 2015) родился с помощью суррогатного материнства[30][31].

В конце апреля 2021 года Ирина Билык заявила, что разводится со своим мужем Асланом Ахмадовым.

## Дискография
Студийные альбомы
- 1990 — «Кувала зозуля»
- 1994 — «Я розкажу»
- 1995 — Nova
- 1996 — «Так просто»
- 1997 — «Фарби»
- 2000 — «ОМА»
- 2002 — Biłyk
- 2003 — «Країна»
- 2004 — «Любовь. Яд»
- 2008 — «На бис» (переиздан в 2011)
- 2014 — «Рассвет»
- 2017 — «Без грима»

## Фильмография
| Год  |     | Русское название                        | Оригинальное название | Роль                                    |
| ---- | --- | --------------------------------------- | --------------------- | --------------------------------------- |
| 2004 | тф  | Сорочинская ярмарка                     | Сорочинський ярмарок  | мистическая певица Лиона                |
| 2006 | тф  | Звёздные каникулы                       | Зоряні канікули       | космическая певица из созвездия Водолея |
| 2007 | тф  | Очень новогоднее кино, или Ночь в музее | Дуже новорічне кіно   | Снежная Королева                        |
| 2014 | тф  | Алиса в стране чудес                    | Аліса в країні чудес  | Мама Алисы                              |
| 2020 | док | Без грима                               | Без гриму             | камео                                   |
| 2020 | док | Ирина Билык. 5:0                        | Ірина Білик. 5:0      | камео                                   |

## Награды
Почётные звания:
- 1996 — Заслуженная артистка Украины
- 2008 — Народная артистка Украины

Другие награды, премии и общественное признание:
- 2011 — Лучшая исполнительница двадцатилетия (Национальная музыкальная премия YUNA)
- 2017 — Премия Музыкальная платформа
- 2020 — Орден княгини Ольги III степени[33]